# First and Last and Always
First and Last and Always is het eerste studioalbum van de Britse new wavegroep The Sisters of Mercy. Het verscheen op 11 maart 1985 via het door zanger Andrew Eldritch opgerichte label Merciful Release. Het album bevat de singles Walk Away en No Time to Cry. 

## Productie
Het album werd van eind juni tot juli 1984 opgenomen in Strawberry Producing Studios in Stockport en nadien vervolledigd in de Genetic Studios in Reading. De meeste songteksten werden geschreven door Andrew Eldritch, maar die had daar veel tijd voor nodig. Dat was onder meer te wijten aan zijn excessieve gebruik van amfetamine. In tussentijd schreven Wayne Hussey en Gary Marx teksten voor de achtergrondzang van onder andere "Black Planet", "First and Last and Always" en "Nine While Nine". Ook kreeg Marx ideeën voor de tekst van "Marian", die later door Eldritch werden opgepikt. 
Tijdens de sessies in Genetic Studios leed Eldritch aan hallucinaties en zakte hij zelfs een keer in elkaar als gevolg van zijn amfetaminegebruik, wat leidde tot een spoedopname in het ziekenhuis. Daardoor werd de release van het album uitgesteld naar begin 1985.
Tijdens het productieproces geraakte Marx zodanig gefrustreerd door de moeizame samenwerking met Eldritch dat hij tijdens de promotietour voor het album in 1985 uit de band stapte. Later zouden ook Hussey en Craig Adams de band verlaten door muzikale meningsverschillen met Eldritch. Zij zouden nadien de groep The Mission oprichten, die ze oorspronkelijk "The Sisterhood" zouden noemen, wat echter werd tegengewerkt door Eldritch.

## Lijst met nummers

### Zijde 1
1. "Black Planet" – 4:26
2. "Walk Away" – 3:24
3. "No Time to Cry" – 4:03
4. "A Rock and a Hard Place" – 3:34
5. "Marian (Version)" – 5:44

### Zijde 2
1. "First and Last and Always" – 4:02
2. "Possession" – 4:39
3. "Nine While Nine" – 4:12
4. "Amphetamine Logic" – 4:54
5. "Some Kind of Stranger" – 7:20

## Bezetting
- Andrew Eldritch – zang
- Craig Adams – basgitaar
- Wayne Hussey – gitaar, keyboard, achtergrondzang
- Gary Marx – gitaar
- Doktor Avalanche (drumcomputer) – drums

## Ontvangst
Het album werd algemeen goed ontvangen. Op Discogs heeft het album een gemiddelde beoordeling van 4.31/5.
Het album wordt nog steeds beschouwd als een muzikale steunpilaar van de gothcultuur, ondanks de opvatting van Eldritch dat The Sisters of Mercy eerder als een klassieke rockband gezien moet worden.